# Боніта Ґренвілл
Боніта Ґренвілл (англ. Bonita Granville; 2 лютого 1923 — 11 жовтня 1988) — американська актриса і телевізійний продюсер.

## Біографія
Боніта Ґренвілл народилася в Чикаго 2 лютого 1923 року в акторській сім'ї, у зв'язку з чим її кар'єра актриси почалася досить рано — у дев'ятирічному віці. Одними з перших фільмів за її участю стали «Кавалькада» (1933) та «Маленькі жінки» (1933), а через три роки вона знялася у фільмі «Ці три», за роль у якому була номінована на премію «Оскар» за найкращу жіночу роль другого плану.
У 1938 році Боніта Ґренвілл зіграла Ненсі Дрю у фільмі «Ненсі Дрю — Детектив». Фільм став дуже успішним, і надалі акторка виконала цю роль ще у трьох кінокартинах.
У 1940-х роках Ґренвілл продовжувала активно зніматися, з'явившись у фільмах «Вперед, мандрівник» (1942) та «Діти Гітлера» (1943), а до кінця десятиліття її кар'єра пішла на спад.
У 1942 році Боніта Ґренвілл стала головною героїнею роману «Боніта Ґренвілл і таємниця Зоряного острова», написаного Кетрін Хейсенфельт. Книга була розрахована на підліткову аудиторію, а головна героїня дуже нагадувала її персонаж Ненсі Дрю. Роман став затребуваною в аудиторії, і до 1947 року було випущено ще кілька книжок із цієї серії.
1947 року актриса вийшла заміж за Джека Рейтера, який був продюсером деяких фільмів за її участю. У 1954 році Ґренвілл, із занепадом її кінокар'єри, виступила як продюсер у телесеріалі «Лессі». У цьому серіалі, показ якого тривав до 1974 року, актриса знялася в кількох епізодах і виступила оповідачем у деяких серіях. Останньою її кінороботою стала епізодична роль у фільмі «Легенда про самотнього рейнджера» 1981 року.
Джек Рейтер помер 1984 року. Боніта Ґренвілл померла 11 жовтня 1988 року в Санта-Моніці у віці 65 років, від раку легенів. Похована разом із чоловіком на цвинтарі Святого Хреста.
За внесок у кіноіндустрію Боніта Гренвілл удостоєна зірки на голлівудській «Алеї слави».

## Фільмографія
- 1933 — Кавалькада / Cavalcade
- 1933 — Маленькі жінки / Little Women — однокласниця Еми
- 1938 — Весело ми живемо / Merrily We Live
- 1940 — Втеча / Escape — Урсула
- 1942 — Скляний ключ / The Glass Key
- 1942 — Вперед, мандрівник / Now, Voyager